# Нижняя Комуста
Нижняя Комуста (Нижняя Камуста) — река в Кемеровской области России, течёт по территории Новокузнецкого и Таштагольского районов.
Устье реки находится в 54 км по правому берегу реки Большой Унзас. Длина реки составляет 10 км.

## Данные водного реестра
По данным государственного водного реестра России относится к Верхнеобскому бассейновому округу, водохозяйственный участок реки — Томь от истока до города Новокузнецк, без реки Кондома, речной подбассейн реки — Томь. Речной бассейн реки — (Верхняя) Обь до впадения Иртыша.
Код водного объекта в государственном водном реестре — 13010300212115200008969.